# هوشستولين
هوشستولين (بالإنجليزية: Hochstollen)‏ هو أحد جبال سلسلة جبال الألب أوري وجزء من القمة الأم غلوغوس يقع في كانتون أوبفالدن, سويسرا. يبلغ ارتفاع الجبل حوالي 2481 متر، بينما يبلغ ارتفاع نتوء الجبل 160 متر.